# Liste der dänischen Außenminister
Diese Liste der dänischen Außenminister listet alle dänischen Außenminister seit 1848 auf.

## Bis 1848 (Auswahl)
- Johann Sigismund Schulin (1735–1750)
- Johann Hartwig Ernst von Bernstorff (1751–1770)
- Niels Rosenkrantz (1810–1824)

## Seit 1848
| Antritt            | Abgang             | Außenminister                                                            | Leben                                                                    | Partei                                                                   | Regierung                                                                |
| ------------------ | ------------------ | ------------------------------------------------------------------------ | ------------------------------------------------------------------------ | ------------------------------------------------------------------------ | ------------------------------------------------------------------------ |
| 22. März 1848      | 16. November 1848  | Frederik Markus Knuth                                                    | 1813–1856                                                                |                                                                          | Regierung Moltke I                                                       |
| 16. November 1848  | 6. August 1850     | Adam Wilhelm Moltke                                                      | 1785–1864                                                                |                                                                          | Regierung Moltke II                                                      |
| 6. August 1850     | 18. Oktober 1851   | Holger Reedtz                                                            | 1800–1857                                                                |                                                                          | Regierung Moltke II & III                                                |
| 18. Oktober 1851   | 12. Dezember 1854  | Christian Albrecht Bluhme                                                | 1794–1866                                                                |                                                                          | Regierung Moltke IV, Bluhme I, Ørsted                                    |
| 12. Dezember 1854  | 15. Januar 1855    | Wulff Scheel-Plessen                                                     | 1809–1876                                                                |                                                                          | Regierung Bang                                                           |
| 15. Januar 1855    | 17. April 1857     | Ludvig Nicolaus von Scheele                                              | 1796–1874                                                                |                                                                          | Regierung Bang, Andræ                                                    |
| 17. April 1857     | 10. Juli 1858      | Ove Wilhelm Michelsen                                                    | 1800–1880                                                                |                                                                          | Regierung Andræ, Hall I                                                  |
| 10. Juli 1858      | 2. Dezember 1859   | Carl Christian Hall                                                      | 1812–1888                                                                | De Nationalliberale                                                      | Regierung Hall I                                                         |
| 2. Dezember 1859   | 24. Februar 1860   | Carl Frederik von Blixen-Finecke                                         | 1822–1873                                                                |                                                                          | Regierung Rotwitt                                                        |
| 24. Februar 1860   | 31. Dezember 1863  | Carl Christian Hall                                                      | 1812–1888                                                                | De Nationalliberale                                                      | Regierung Hall II                                                        |
| 31. Dezember 1863  | 8. Januar 1864     | Ditlev Gothard Monrad                                                    | 1811–1887                                                                | De Nationalliberale                                                      | Regierung Monrad                                                         |
| 8. Januar 1864     | 11. Juli 1864      | George Quaade                                                            | 1813–1889                                                                |                                                                          | Regierung Monrad                                                         |
| 11. Juli 1864      | 6. November 1865   | Christian Albrecht Bluhme                                                | 1794–1866                                                                |                                                                          | Regierung Bluhme II                                                      |
| 6. November 1865   | 28. Mai 1870       | Christian Emil Krag-Juel-Vind-Frijs                                      | 1817–1896                                                                | Nationale Godsejere                                                      | Regierung Frijs                                                          |
| 28. Mai 1870       | 11. Juni 1875      | Otto Rosenørn-Lehn                                                       | 1821–1892                                                                | Nationale Godsejere                                                      | Regierung Holstein-Holsteinborg, Fonnesbech                              |
| 11. Juni 1875      | 1. Oktober 1875 †  | Frederik Moltke                                                          | 1825–1875                                                                | Nationale Godsejere                                                      | Regierung Estrup                                                         |
| 10. November 1875  | 21. Mai 1892 †     | Otto Rosenørn-Lehn                                                       | 1821–1892                                                                | Nationale Godsejere, Højre                                               | Regierung Estrup                                                         |
| 3. Juni 1892       | 23. Mai 1897       | Tage Reedtz-Thott                                                        | 1839–1923                                                                | Højre                                                                    | Regierung Estrup, Regierung Reedtz-Thott                                 |
| 23. Mai 1897       | 27. April 1900     | Niels Frederik Ravn                                                      | 1826–1910                                                                | Højre                                                                    | Regierung Hørring                                                        |
| 27. April 1900     | 24. Juli 1901      | Hannibal Sehested                                                        | 1842–1924                                                                | Højre                                                                    | Regierung Sehested                                                       |
| 24. Juli 1901      | 14. Januar 1905    | Johan Henrik Deuntzer                                                    | 1845–1918                                                                | Venstre                                                                  | Regierung Deuntzer                                                       |
| 14. Januar 1905    | 12. Oktober 1908   | Frederik Raben-Levetzau                                                  | 1850–1933                                                                | Venstre                                                                  | Regierung Christensen                                                    |
| 12. Oktober 1908   | 28. Oktober 1909   | William Ahlefeldt-Laurvig                                                | 1860–1923                                                                | Venstre                                                                  | Regierung Neergaard I, Holstein-Ledreborg                                |
| 28. Oktober 1909   | 5. Juli 1910       | Erik Scavenius                                                           | 1877–1962                                                                | Det Radikale Venstre                                                     | Regierung Zahle I                                                        |
| 5. Juli 1910       | 21. Juni 1913      | William Ahlefeldt-Laurvig                                                | 1860–1923                                                                | Venstre                                                                  | Regierung Berntsen                                                       |
| 21. Juni 1913      | 24. Juni 1913      | Edvard Brandes                                                           | 1847–1931                                                                | Det Radikale Venstre                                                     | Regierung Zahle II                                                       |
| 24. Juni 1913      | 30. März 1920      | Erik Scavenius                                                           | 1877–1962                                                                | Det Radikale Venstre                                                     | Regierung Zahle II                                                       |
| 30. März 1920      | 5. April 1920      | Henri Konow                                                              | 1862–1939                                                                |                                                                          | Regierung Liebe                                                          |
| 5. April 1920      | 5. Mai 1920        | Otto Christian Scavenius                                                 | 1875–1945                                                                |                                                                          | Regierung Friis                                                          |
| 5. Mai 1920        | 9. Oktober 1922    | Harald Scavenius                                                         | 1873–1939                                                                |                                                                          | Regierung Neergaard II                                                   |
| 9. Oktober 1922    | 23. April 1924     | Christian Magdalus Thestrup Cold                                         | 1863–1934                                                                |                                                                          | Regierung Neergaard III                                                  |
| 23. April 1924     | 14. Dezember 1926  | Carl Poul Oscar Graf Moltke                                              | 1869–1935                                                                | Parteiloser                                                              | Regierung Stauning I                                                     |
| 14. Dezember 1926  | 30. April 1929     | Laust Moltesen                                                           | 1865–1950                                                                | Venstre                                                                  | Regierung Madsen-Mygdal                                                  |
| 30. April 1929     | 8. Juli 1940       | Peter Rochegune Munch                                                    | 1870–1948                                                                | Det Radikale Venstre                                                     | Regierung Stauning II                                                    |
| 8. Juli 1940       | 29. August 1943    | Erik Scavenius                                                           | 1877–1962                                                                | Parteiloser, Det Radikale Venstre                                        | Regierung Stauning III, Buhl I, Scavenius                                |
| 29. August 1943    | 5. Mai 1945        | Keine dänische Regierung, siehe auch: Dänemark unter deutscher Besatzung | Keine dänische Regierung, siehe auch: Dänemark unter deutscher Besatzung | Keine dänische Regierung, siehe auch: Dänemark unter deutscher Besatzung | Keine dänische Regierung, siehe auch: Dänemark unter deutscher Besatzung |
| 5. Mai 1945        | 7. Mai 1945        | Vilhelm Buhl                                                             | 1881–1954                                                                | Socialdemokraterne                                                       | Regierung Buhl II                                                        |
| 7. Mai 1945        | 7. November 1945   | John Christmas Møller                                                    | 1894–1948                                                                | De Frie Danske, Det Konservative Folkeparti                              | Regierung Buhl II                                                        |
| 7. November 1945   | 30. Oktober 1950   | Gustav Rasmussen                                                         | 1895–1953                                                                | Parteiloser                                                              | Regierung Kristensen, Hedtoft I                                          |
| 30. Oktober 1950   | 30. September 1953 | Ole Bjørn Kraft                                                          | 1893–1980                                                                | Det Konservative Folkeparti                                              | Regierung Eriksen                                                        |
| 30. September 1953 | 8. Oktober 1958    | Hans Christian Svane Hansen                                              | 1906–1960                                                                | Socialdemokraterne                                                       | Regierung Hedtoft II, Hansen I & II                                      |
| 8. Oktober 1958    | 3. September 1962  | Jens Otto Krag                                                           | 1914–1978                                                                | Socialdemokraterne                                                       | Regierung Hansen II, Kampmann I & II                                     |
| 3. September 1962  | 28. November 1966  | Per Hækkerup                                                             | 1915–1979                                                                | Socialdemokraterne                                                       | Regierung Krag I & II                                                    |
| 28. November 1966  | 1. Oktober 1967    | Jens Otto Krag                                                           | 1914–1978                                                                | Socialdemokraterne                                                       | Regierung Krag II                                                        |
| 1. Oktober 1967    | 2. Februar 1968    | Hans Tabor                                                               | 1922–2003                                                                | Socialdemokraterne                                                       | Regierung Krag II                                                        |
| 2. Februar 1968    | 11. Oktober 1971   | Poul Hartling                                                            | 1914–2000                                                                | Venstre                                                                  | Regierung Baunsgaard                                                     |
| 11. Oktober 1971   | 19. Dezember 1973  | Knud Børge Andersen                                                      | 1914–1984                                                                | Socialdemokraterne                                                       | Regierung Krag III, Jørgensen I                                          |
| 19. Dezember 1973  | 13. Februar 1975   | Ove Guldberg                                                             | 1918–2008                                                                | Venstre                                                                  | Regierung Hartling                                                       |
| 13. Februar 1975   | 1. Juli 1978       | Knud Børge Andersen                                                      | 1914–1984                                                                | Socialdemokraterne                                                       | Regierung Jørgensen II                                                   |
| 1. Juli 1978       | 30. August 1978    | Anker Jørgensen                                                          | 1922–2016                                                                | Socialdemokraterne                                                       | Regierung Jørgensen II                                                   |
| 30. August 1978    | 26. Oktober 1979   | Henning Christophersen                                                   | 1939–2016                                                                | Venstre                                                                  | Regierung Jørgensen III                                                  |
| 26. Oktober 1979   | 10. September 1982 | Kjeld Olesen                                                             | * 1932                                                                   | Socialdemokraterne                                                       | Regierung Jørgensen IV & V                                               |
| 10. September 1982 | 25. Januar 1993    | Uffe Ellemann-Jensen                                                     | 1941–2022                                                                | Venstre                                                                  | Regierung Poul Schlüter I, II, III & IV                                  |
| 25. Januar 1993    | 21. Dezember 2000  | Niels Helveg Petersen                                                    | 1939–2017                                                                | Det Radikale Venstre                                                     | Regierung Nyrup Rasmussen I, II, III & IV                                |
| 21. Dezember 2000  | 27. November 2001  | Mogens Lykketoft                                                         | * 1946                                                                   | Socialdemokraterne                                                       | Regierung Nyrup Rasmussen IV                                             |
| 27. November 2001  | 23. Februar 2010   | Per Stig Møller                                                          | * 1942                                                                   | Det Konservative Folkeparti                                              | Regierung Fogh Rasmussen I, II & III, Regierung Løkke Rasmussen I        |
| 23. Februar 2010   | 3. Oktober 2011    | Lene Espersen                                                            | * 1965                                                                   | Det Konservative Folkeparti                                              | Regierung Løkke Rasmussen I                                              |
| 3. Oktober 2011    | 12. Dezember 2013  | Villy Søvndal                                                            | * 1952                                                                   | Socialistisk Folkeparti                                                  | Regierung Thorning-Schmidt I                                             |
| 12. Dezember 2013  | 30. Januar 2014    | Holger K. Nielsen                                                        | * 1950                                                                   | Socialistisk Folkeparti                                                  | Regierung Thorning-Schmidt I                                             |
| 3. Februar 2014    | 28. Juni 2015      | Martin Lidegaard                                                         | * 1966                                                                   | Det Radikale Venstre                                                     | Regierung Thorning-Schmidt II                                            |
| 28. Juni 2015      | 28. November 2016  | Kristian Jensen                                                          | * 1971                                                                   | Venstre                                                                  | Regierung Løkke Rasmussen II                                             |
| 28. November 2016  | 27. Juni 2019      | Anders Samuelsen                                                         | * 1967                                                                   | Liberale Allianz                                                         | Regierung Løkke Rasmussen III                                            |
| 27. Juni 2019      | 15. Dezember 2022  | Jeppe Kofod                                                              | * 1974                                                                   | Socialdemokraterne                                                       | Regierung Frederiksen I                                                  |
| 15. Dezember 2022  | amtierend          | Lars Løkke Rasmussen                                                     | * 1964                                                                   | Moderaterne                                                              | Regierung Frederiksen II                                                 |